# Historia samorządu terytorialnego w Gryficach po II wojnie światowej
Historia samorządu terytorialnego w Gryficach obejmuje okres kształtowania się lokalnych władz samorządowych w latach 1945–2000.

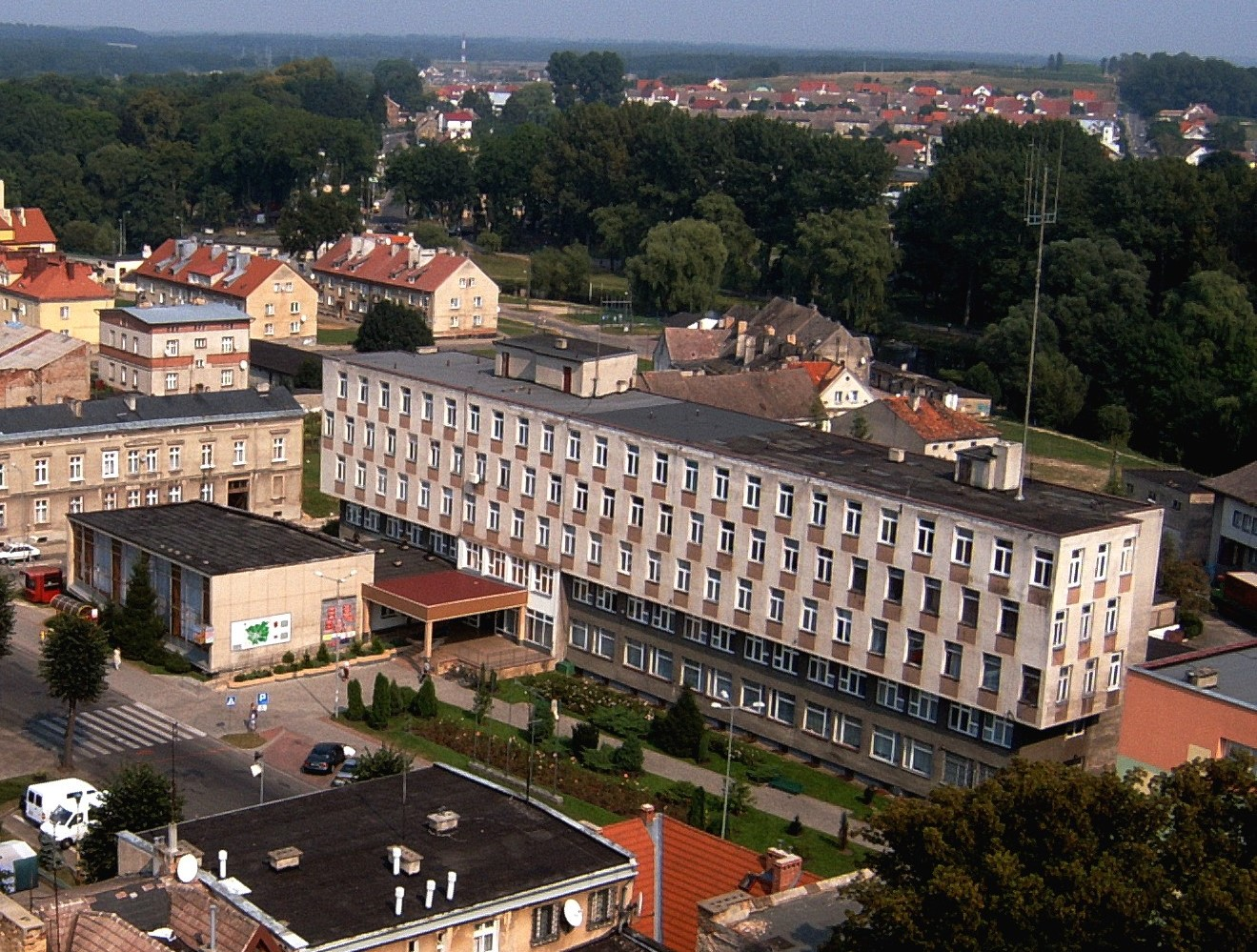
Siedziba władz powiatowych i miejskich w Gryficach

Herb Gryfic

Władze samorządu terytorialnego w Gryficach zaczęły kształtować się z chwilą powołania przez radziecką komendanturę wojenną pierwszego burmistrza miasta – Mieczysława Tachera (marzec 1945 r.), powołania pełnomocnika rządu – Kazimierza Borzęckiego oraz administracyjnej grupy operacyjnej, która stanowiła zalążek władzy i administracji polskiej w mieście (maj 1945 r.) W pierwszym okresie działalności administracyjnej miasta funkcjonowały także: (niem.) Deutschenrat, typ władzy polsko-niemieckiej oraz Tymczasowa Rada Doradcza (1945–1946), jedna z nielicznych na Pomorzu Zachodnim. Od maja 1945 r. powstawały lokalne delegatury i komitety partii politycznych, wśród których najważniejsze znaczenie miały Polski Związek Zachodni oraz Stronnictwo Ludowe. Wraz z Polską Partią Robotniczą i Polską Partią Socjalistyczną partie te wytyczały kierunki rozwoju gospodarczego miasta. Były również zaangażowane w powstawanie rad narodowych (1946–1947), które po zmianach ustawowych w 1950 i 1954 r. stanowiły typ jednolitej władzy. Dalsze zmiany administracyjne w latach 70. XX w. przyniosły likwidację gromad (1973 r.) i powołanie w ich miejsce gmin oraz likwidację powiatów (1975 r.) W roku 1990 zmiany samorządowej administracji publicznej, doprowadziły do powołania powiatu gryfickiego (1 stycznia 1999 r.).

## Komendantury wojenne

### Radziecka komendantura wojenna
6 marca 1945 r. władza nad miastem Greifenberg in Pommern (dziś Gryfice) i zajętych przez Sowietów (dzień wcześniej) terenach przeszła w ręce radzieckiej komendantury wojennej, zgodnie z konwencją haską z 18 października 1907 r. o prawach i zwyczajach wojny lądowej. Komendantura pełniła władzę do czasu ukształtowania się polskiej administracji. Siedzibę jej zlokalizowano w budynku przy ul. Górskiej 15.

### Organizacja polskiej administracji
Major Łukin (imię nieznane), radziecki komendant wojenny w kilka dni po zdobyciu miasta rozpoczął organizację polskiej administracji, wykorzystując miejscowych Polaków wywiezionych na roboty bądź powracających z Niemiec. Jego działania były skutkiem wydanego rozkazu przez Radę Wojenną I Frontu Białoruskiego, która zalecała organizację lokalnych władz pod nieobecność pełnomocników Rządu Tymczasowego RP. Do zadań komendanta należało m.in. kierowanie jednostką wojskową i zarządzanie podległym mu terenem. Był odpowiedzialny za ład i porządek, pomoc przy tworzeniu administracji lokalnej oraz zwalczanie reakcji i band. Na podstawie instrukcji z dn. 10 października 1944 r., wydanej przez gen. Aleksieja Antonowa, szefa Sztabu Generalnego Armii Czerwonej, komendant posiadał dużą samodzielność w działaniu.
Komendant Łukin na burmistrza miasta nominował Mieczysława Tachera. Po ustąpieniu przez niego z zajmowanego stanowiska (1 kwietnia 1945 r.) funkcję tę przejął Wacław Brustmen. Jednak kompetencje burmistrza były niewielkie. Do zadań miejscowego (łac.) magister urbis należała m.in. współpraca z komendantem wojennym oraz usuwanie skutków pożogi wojennej. Straty poniesione na skutek celowych podpaleń dokonywanych przez wojska radzieckie w mieście były dotkliwe i w dużej mierze utrudniały organizację życia gospodarczego i społecznego. Do pierwszych poważniejszych zadań należało zajęcie się zaopatrzeniem miasta i okolicznych wsi w artykuły żywnościowe. Zdewastowane gospodarstwa rolne, brak maszyn i urządzeń rolniczych stanowiły poważny problem w zagospodarowaniu ziemi.

### Polska komendantura wojenna
Radziecką komendanturę wojenną w Greifenbergu zniesiono 12 lipca 1945 r., co z kolei wpłynęło na pogorszenie się stanu bezpieczeństwa publicznego. Władze lokalne zdecydowały o powołaniu we wrześniu 1945 r. Obwodowego Biura Bezpieczeństwa Publicznego. Radziecką zastąpiła polska komendantura wojenna, która działała już od czerwca 1945 r. Pełniła ona rolę łącznika między lokalną administracją a wojskowymi (radzieckimi) jednostkami gospodarczymi, które nadal zarządzały większymi zakładami produkcyjnymi w mieście. Pozostałe drobne zakłady rzemieślnicze, warsztaty ślusarskie i kowalskie, rzeźnia z chłodnią oraz kolej wąskotorowa pozostawały w gestii władz lokalnych.

## Administracyjna grupa operacyjna

Obszar powiatu greifenberdzkiego (dziś gryfickiego w 1905 r.

Mimo braku międzynarodowej decyzji przyznającej ziemie po Odrę i Bałtyk, Urząd Pełnomocnika Rządu na Okręg Pomorze Zachodnie sformował administracyjną grupę operacyjną na obwód (powiat) zagórski (dziś gryficki). Funkcję pełnomocnika rządu powierzył Kazimierzowi Borzęckiemu. Grupa z Piły dotarła do miasta Greifenberg 18 maja 1945 r. Według różnych źródeł archiwalnych grupa ta liczyła od 21 do 24 osób, spośród 160, którzy zostali oddelegowani na Okręg Pomorze Zachodnie. Grupa operacyjna stała się zalążkiem władzy i administracji polskiej w mieście. Na siedzibę Urzędu Obwodowego przeznaczono budynek przy dzisiejszej ul. T. Kościuszki 20. W kilka miesięcy później przeniesiona została do budynków położonych przy ul. Łąkowej 8-10.
Do zadań urzędu m.in. należała rozbudowa administracji w powiecie zagórskim, zajęcie się sprawami handlowo-aprowizacyjnymi i rolnymi oraz prowadzenie współpracy z radziecką komendanturą wojenną. Pełnomocnik rządu posiadał silną i scentralizowaną władzę. Przewodniczył wszystkim radom kolegialnym. Nie podlegały mu tylko sądy i wojsko.
Obszar powiatu był zbliżony do niemieckiego sprzed 1945 r. Jego powierzchnia obejmowała 765,2 km² i była podzielona na 8 gmin zbiorowych: Broniszewo (dziś Brojce), Kościerzynę (Gołańcz Pomorska), Gruszę (Górzyca), Karnicę, Głębokie (Mrzeżyno), Zielkowice (Sadlno), Strzelce (Przybiernówko), Trojanowo (Trzygłów) oraz 78 gromad. W powiecie znajdowały się dwa miasta, tj. Greifenberg in Pommern (od 21 sierpnia 1945 r. – Zagórze, a od 7 maja 1946 r. – Gryfice), siedziba obwodu (powiatu) oraz Treptow an der Rega (Trzebiatów). Powierzchnia użytkowa gruntów obejmowała 41 907 ha. Na terenie powiatu znajdowało się 2234 gospodarstw rolnych powyżej 100 ha, w tym 200 wolnych. W jurysdykcji wojsk radzieckich pozostawało 40 majątków ziemskich. Według spisu z dn. 12 czerwca 1945 r. ludność niemiecka zajmowała w powiecie 1713 gospodarstw, polska – 194, natomiast 327 nadal pozostawało niezagospodarowanych.

### Deutschenrat
Trzy miesiące po nominacji W. Brustmena funkcję zastępcy burmistrza powierzono Tadeuszowi Radomskiemu, który przejął kierowanie pracami zarządu miejskiego. Zarząd ten został podzielony na referaty: meldunkowy, aprowizacji, mieszkaniowy, pośrednictwa pracy, spraw sanitarnych i do spraw ludności niemieckiej. W porozumieniu z komendantem wojennym utworzona została (niem.) Deutschenrat (pod kontrolą polskiego urzędu).
Zarząd miejski nabrał charakteru organu polsko-niemieckiego, w którym urzędnicy w większości byli Niemcami, a Polacy obejmowali kierownicze stanowiska. Powołanie takiego typu organu było spowodowane m.in. brakiem wykwalifikowanej kadry urzędniczej oraz licznymi rozdźwiękami pomiędzy niemieckimi mieszkańcami miasta a nowymi osadnikami z Polski. Innego oblicza zarząd zaczął nabierać dopiero w miarę napływu nowych osadników. Kompetencje zarządu poszerzyły się z chwilą zniesienia radzieckiej komendantury wojennej.

### Tymczasowa Rada Doradcza
Po aresztowaniu przez wojsko W. Brustmena (10 czerwca) nowym burmistrzem został Stefan Płóciewniczak, który m.in. przewodniczył Greifenberdzkiej (Zagórskiej) Tymczasowej Radzie Doradczej, jednej z nielicznych powołanych na Pomorzu Zachodnim. Do jej najważniejszych zadań należała troska o zwiększanie i utrwalanie polskiego stanu posiadania (we wrześniu rada została zawieszona, w styczniu 1946 r. reaktywowana na innych zasadach działania).
Rada Doradcza została powołana na skutek instrukcji dla burmistrzów, wydanej przez Pełnomocnika Rządu na Okręg Pomorze Zachodnie z dn. 18 sierpnia 1945 r. Składała się z 9–10 członków, którzy reprezentowali różne środowiska i instytucje. W radzie mogli uczestniczyć rekomendowani o nieposzlakowanej opinii i nie współpracujący z nazistami. TRD obradowało pod przewodnictwem burmistrza bądź jego zastępcy. Rada podejmowała działania od 22 sierpnia 1945 r. do 21 grudnia 1946 r.

### Utrzymanie statusu powiatu
Późną jesienią 1945 r. władze centralne zadecydowały o dyslokacji z Zagórza 1 Warszawskiej Dywizji Kawalerii (siedziba sztabu mieściła się w dawnym budynku gimnazjum przy ul. Wałowej 18) i przeniesieniu władz obwodowych do Trzebiatowa. Przeniesienie urzędów i biur miało nastąpić do 15 grudnia 1945 r. Na skutek zbyt dużych kosztów manipulacyjnych, braku odpowiednich warunków oraz licznych protestów i petycji – decyzję anulowano. Dzięki temu Zagórze (dziś Gryfice) utrzymały status miasta obwodowego (powiatowego).
W tym czasie do Trzebiatowa został przeniesiony Eugeniusz Zych, który od 25 września do 18 grudnia 1945 r. pełnił obowiązki burmistrza miasta. Jego odejście było spowodowane oddelegowaniem do pracy i objęciem podobnego stanowiska w tamtejszym mieście.

## Partie polityczne
Jedynym ze społecznych organów przedstawicielskich była Międzypartyjna Komisja Porozumiewawcza, która powstała 22 września 1945 r. na skutek porozumienia Polskiej Partii Robotniczej, Stronnictwa Ludowego oraz Polskiej Partii Socjalistycznej. Przedstawiciele poszczególnych partii politycznych pojawili się w Greifenbergu wraz z pierwszymi osadnikami. Prym wśród tych partii wiódł Polski Związek Zachodni (delegatura powstała 16 września) i Stronnictwo Ludowe. Nad masowymi akcjami propagandowymi czuwał Obwodowy Urząd Informacji i Propagandy. Komisja Porozumiewawcza nadała społeczności lokalnej kierunek polityczny, organizowała życie społeczne i usuwała tarcia międzypartyjne.
Struktury powiatowe poszczególnych partii politycznych zaczęły tworzyć się z dn. 1 września 1945 r. Utworzono wówczas Komitet Powiatowy Polskiej Partii Robotniczej (PPR). I sekretarzem KP PPR został Henryk Radomski. Zarząd Powiatowy Stronnictwa Ludowego (SL) został powołany 16 września (Prezes ZP SL – Jan Doroszewski) a Powiatowy Komitet Polskiej Partii Socjalistycznej – 14 października (Przewodniczący PK PPS – Henryk Antosiak, I sekretarz – Wacław Wierciński). W roku 1945 nie było jeszcze struktur Stronnictwa Demokratycznego.

## Rady narodowe
Wytyczne z 15 kwietnia 1946 r. wydane przez Ministerstwo Ziem Odzyskanych zapoczątkowały powstanie rad narodowych. Uprawnienia rad początkowo należały do pełnomocnika rządu. W powiecie gryfickim właściwe rady narodowe powstały w ostatnim kwartale roku kalendarzowego. Do chwili ich powołania funkcję rad narodowych pełnił kierownik administracji ogólnej i Międzypartyjna Komisja Porozumiewawcza. 29 września 1946 r. powołano Powiatowy Komitet Organizacyjny Powiatowej Rady Narodowej. Pierwsze natomiast posiedzenie PRN w Gryficach odbyło się 12 października. Radę tworzyło 38 radnych (Polska Partia Robotnicza – 13, Polska Partia Socjalistyczna – 13, Stronnictwo Ludowe – 7, Polskie Stronnictwo Ludowe – 2, bezpartyjni – 3 członków).
Przewodniczącym Powiatowej Rady Narodowej w Gryficach został Wacław Wierciński (PPS), a wiceprzewodniczącym – Tadeusz Bedera (PPR). Organem wykonawczym rady został Wydział Powiatowy. Przy radzie pracowały trzy komisje: kontroli społecznej, oświatowa i budżetowa. Pierwszym starostą gryfickim był Zygmunt Pogoda (po zmianie funkcji pełnomocnika rządu na starostę; pełnił ją od kwietnia do sierpnia 1946 r.), dalej Michał Surawski (od sierpnia 1946 do czerwca 1948 r.), Bolesław Orłowski (p.o. starosty od lipca do października 1948 r.), Józef Jabłoński (wicestarosta od listopada 1948 do stycznia 1949 r.) i Kazimierz Mirecki (od stycznia 1949 do marca 1950 r.) Zarządzenie Wojewody Szczecińskiego z dn. 1 lutego 1946 r. określiło zadania statutowe starostwa oraz wprowadziło jego podział na 18 referatów, których liczba z czasem wzrosła do 21.
Miejską Radę Narodową w Gryficach utworzono 17 grudnia 1946 r., a gminne z początkiem 1947 r. (GRN w Górzycy (Gruszy), Przybiernówku (Strzelcach) oraz Trzygłowie (Trojanowie)). MRN składała się z 34 radnych (PPR – 13, PPS – 11, SL – 7, Stronnictwo Pracy – 1, bezpartyjni – 2 członków). Partie polityczne dzięki powstaniu rad uzyskały możliwość wpływu na kształtowanie norm życia gospodarczego, społecznego oraz polityki kadrowej (obsada stanowisk w administracji publicznej i samorządzie terytorialnym). Po powołaniu rad narodowych zarząd miejski przestał pełnić rolę organu wykonawczego administracji państwowej, stając się organem wykonawczym miejskiej rady narodowej, a w administracji ogólnej – wojewodów i starostów. W roku 1948 zarząd miasta podzielono na referaty. Współpraca zarządu miasta z administracją państwową spowodowała powstanie nowych instytucji użyteczności publicznej.

### Typ jednolitej administracji
W roku 1950 nastąpiły dalsze zmiany w funkcjonowaniu rad narodowych, które po wydanej ustawie z dn. 20 marca 1950 r. stały się jedyną władzą na danym terenie. Ustawa ta zakończyła proces dualizmu administracyjnego (wyodrębnienie organów samorządowych od administracji rządowej) i zapoczątkowała typ jednolitej administracji. Rozwiązano m.in. organy samorządu terytorialnego. I tak art. 33 ustawy z dn. 20 marca 1950 r. o terenowych organach jednolitej władzy państwowej znosił stanowiska starosty, wicestarosty, burmistrza i wiceburmistrza; art. 34 – wydziały powiatowe, zarządy miejskie i gminne; art. 35 – starostwa. Dotychczasowe kompetencje burmistrzów i starostów zostały zastąpione przez prezydia miejskich, gminnych i powiatowych rad narodowych oraz przewodniczących tych prezydiów (art. 12.1 i 13.1 ustawy z dn. 20 marca 1950 r.)
Proces ujednolicenia władzy zakończył się powołaniem gromadzkiej rady narodowej, która funkcjonowała od 25 września 1954 r. oraz wyborami do rad narodowych, które zostały przeprowadzone w dn. 5 grudnia 1954 r. GRN powstało w miejsce dotychczasowych gmin i gromad jako nowa jednostka podziału administracyjnego wsi (art. 1). Kadencja rady ustalona została w ustawie na okres trzech lat (art. 4.2). Organem wykonawczym i zarządzającym rady było prezydium, w którego skład wchodzili: przewodniczący, zastępca przewodniczącego, sekretarz i członkowie. Art. 10 oraz 12–14 ustawy określały natomiast zadania i zakres obowiązków rady, które były realizowane podczas sesji przy pomocy instytucji pomocniczych, tj. zebrań wiejskich (art. 34). Nadzór nad GRN sprawowała Powiatowa Rada Narodowa w Gryficach (art. 31–33). Po wyborach do rad narodowych w dn. 5 grudnia 1954 r. – oficjalnie rozpoczęły się jej działania. Do czasu jej wyboru zakres prac spoczywał na dotychczasowych gminnych (art. 37).
Powołanie rad narodowych zakończyło proces tworzenia władz terenowych w powiecie, gromadzie i mieście. Działalność ich w pierwszych latach funkcjonowania była narażona na trudności kadrowe, spowodowana brakiem wykwalifikowanych pracowników w zakresie administracji publicznej. Społeczność lokalna nie orientowała się w kwestiach problemowych, z jakimi musieli borykać się miejscowi rajcy. Doskonalenie kadr poprzez różnorodne kursy doprowadziło do normalizacji działań społecznych.

## Reforma administracyjna 1972–1975
W roku 1973 nastąpiły zmiany administracyjne (I etap reformy administracyjnej 1972–1975) na skutek wydanej ustawy z dn. 29 listopada 1972 r., w której przywrócono gminy, tym samym rozwiązując gromady. Pierwszym naczelnikiem gminy Gryfice została Elżbieta Szeliga (od 1 stycznia do 31 grudnia 1973 r.) (na podstawie art. 65a.3 ustawy). W II etapie reformy po rozwiązaniu Miejskiej Rady Narodowej w Gryficach (9 grudnia 1973 r.) w jej miejsce utworzono miejsko-gminną radę narodową, tym samym nazwę naczelnika gminy zmieniono na Naczelnika Miasta i Gminy Gryfice. Elżbieta Szeliga piastowała ją od 1 stycznia 1974 do 31 maja 1975 r., kiedy rozwiązano powiatową radę narodową.
W PRN Gryfice również zaszły zmiany. W II etapie reformy w miejsce kolegialnego organu rady powiatowej, jakim było prezydium wprowadzono monokratyczny organ naczelnika powiatu (1973–1975). Pierwszym Naczelnikiem Powiatu Gryfickiego został Eugeniusz Pociecha, później Stanisław Muras, który po rozwiązaniu powiatów automatycznie został powołany na Naczelnika Miasta i Gminy Gryfice z dniem 1 czerwca 1975 r.

## Samorządowa administracja publiczna

Herb powiatu gryfickiego

8 marca 1990 r. została uchwalona ustawa o samorządzie terytorialnym, która stała się podstawą do działań prowadzonych przez organy samorządowe gminy. Od 27 maja 1990 r., kiedy ustawa weszła w życie, w Gryficach ponownie rozpoczęła funkcjonowanie samorządowa administracja publiczna. W tym dniu społeczność lokalna dokonała wyboru przedstawicieli do samorządu terytorialnego. Dotychczasowa funkcja naczelnika została zniesiona, na jej miejsce przywrócono status burmistrza (art. 33.3), natomiast zakres działań i zadań gminy został określony w art. 6-10 ustawy.
Burmistrzem Gryfic został Stanisław Gołębiewski, który pełnił swe obowiązki od 7 czerwca 1990 r. do 5 lipca 1994 r. Pierwszym natomiast burmistrzem wybranym w wolnych wyborach powszechnych przeprowadzonych w dniu 27 października 2002 r. został Andrzej Wacław Szczygieł, który pełnił obowiązki (łac.) magister urbis już od 6 kwietnia 1995 r. Wybrany został bezwzględną większością głosów (51,44% głosów) spośród 5 kandydatów na to stanowisko. W pierwszych wyborach do Rady Miejskiej w Gryficach I kadencji (1990–1994) dokonano wyboru 30 rajców (23 – Obywatelski Komitet Porozumiewawczy (OKP) „Solidarność”, 6 – Polskie Stronnictwo Ludowe (PSL) i 1 – niezależny).

### Utworzenie powiatu

Mapa powiatu gryfickiego

1 stycznia 1999 r. utworzono ponownie powiat gryficki, jednostkę samorządu terytorialnego II stopnia i podziału administracyjnego państwa. Zamieszkuje w niej 60 612 mieszkańców (stan na 30 czerwca 2010 r.)
Wybory do Rady Powiatu zostały przeprowadzone 11 października 1998 r., a 6 listopada odbyła się pierwsza sesja, na której dokonano wyboru przewodniczącego rady, zarządu i starosty powiatu. Przewodniczącym Rady Powiatu złożonej z 30 radnych (obecnie 19) został Franciszek Gródecki (Płoty), starostą natomiast – Zbigniew Chabowski (Gryfice).
Utworzono Wydziały: Urbanistyki, Architektury i Budownictwa; Komunikacji, Transportu i Dróg Powiatowych; Rolnictwa, Leśnictwa i Ochrony Środowiska; Administracji i Spraw Obywatelskich oraz Edukacji. Ponadto powstały: Powiatowe Biuro Geodezji, Kartografii, Katastru i Gospodarki Nieruchomościami; Powiatowe Centrum Marketingu, Rozwoju Gospodarczego i Integracji Europejskiej i Powiatowy Zespół do Spraw Orzekania o Niepełnosprawności.

### Źródła
- Archiwum Państwowe w Płotach. Obwodowy Urząd Informacji i Propagandy, sygn. 2.
- Archiwum Państwowe w Płotach. Starostwo Powiatowe Gryfice, sygn. 45.
- Archiwum Państwowe w Szczecinie, Urząd Wojewódzki Szczeciński, sygn. 430, 517.
- Biuletyn Pełnomocnika Rządu na Okręg Pomorza Zachodniego 1945, T. 3, poz. 26, 1945.
- Biuro Rady Miejskiej w Gryficach, Wykaz radnych Rady Miejskiej w Gryficach, I kadencja, lata 1990–1994, Gryfice 2010.
- Rada Miasta i Gminy w Gryficach, Uchwała RMiG w Gryficach, nr I/6/1990, z dn. 7 czerwca 1990 r. w sprawie wyboru burmistrza Miasta i Gminy Gryfice, Gryfice 1990.
- Wojewódzka Rada Narodowa w Szczecinie, Uchwała nr XX/151/73 WRN w Szczecinie z dn. 3 października 1973 r., w sprawie utworzenia wspólnych rad narodowych dla gmin i miast nie stanowiących powiatów w województwie szczecińskim (Dz. Urz. WRN w Szczecinie, rok 1973, nr 12, poz. 86), Szczecin 1973.

### Źródła online
- Archiwum Państwowe w Szczecinie, Oddział w Płotach, Informacje o zespole archiwalnym. Prezydium Miejskiej Rady Narodowej w Gryficach (SEZAM), Spisy ludności (pol.), nr zesp. 66/0, karta A, [dostęp 2011-06-01].
- Archiwum Państwowe w Szczecinie, Oddział w Płotach, Informacje o zespole archiwalnym. Starostwo powiatowe w Gryficach (SEZAM), Spisy ludności (pol.), nr zesp. 1/0, karta A, [dostęp 2011-05-29].
- Biuletyn Informacji Publicznej. Starostwo Powiatowe w Gryficach, Alfabetyczny wykaz spraw (pol.) [dostęp 2011-05-31].
- Biuletyn Informacji Publicznej. Starostwo Powiatowe w Gryficach, Radni powiatu gryfickiego kadencji 1998-2002 (pol.) [dostęp 2011-05-31].
- Biuletyn Informacji Publicznej. Starostwo Powiatowe w Gryficach, Skład Zarządu Powiatu I kadencji (pol.) [dostęp 2011-05-31].
- Główny Urząd Statystyczny, Powierzchnia i ludność w przekroju terytorialnym w 2010 r. (stan na 30 czerwca 2010 r.) (pol.) [dostęp 2011-05-31].
- Główny Urząd Statystyczny, Powierzchnia i ludność w przekroju terytorialnym w 2010 r. (stan na 1 stycznia 2010 r.) (pol.) [dostęp 2011-05-31].
- Internetowy System Aktów Prawnych, Rozporządzenie Rady Ministrów z dn. 23 listopada 1973 r. w sprawie zasad organizacji urzędów terenowych organów administracji państwowej (Dz. U., rok 1973, nr 47, poz. 280) (pol.) [dostęp 2011-05-31].
- Internetowy System Aktów Prawnych, Uchwała Rady Państwa z dn. 30 września 1954 r. o zarządzeniu wyborów do rad narodowych (Dz. U., rok 1954, nr 45, poz. 210) (pol.) [dostęp 2011-05-31].
- Internetowy System Aktów Prawnych, Ustawa z dn. 5 czerwca 1998 r. o samorządzie powiatowym (Dz. U., rok 1998, nr 91, poz. 578) (pol.) [dostęp 2011-05-31].
- Internetowy System Aktów Prawnych, Ustawa z dn. 8 marca 1990 r. o samorządzie terytorialnym (Dz. U. rok 1990, nr 16, poz. 95) (pol.) [dostęp 2011-05-31].
- Internetowy System Aktów Prawnych, Ustawa z dn. 20 czerwca 2002 r. o bezpośrednim wyborze wójta, burmistrza i prezydenta miasta (Dz. U., rok 2002, nr 113, poz. 984) (pol.) [dostęp 2011-05-31].
- Internetowy System Aktów Prawnych, Ustawa z dn. 20 marca 1950 r. o terenowych organach jednolitej władzy państwowej (Dz. U., rok 1950, nr 14, poz. 130) (pol.) [dostęp 2011-05-31].
- Internetowy System Aktów Prawnych, Ustawa z dn. 22 listopada 1973 r. o zmianie ustawy o radach narodowych (Dz. U. rok 1973, nr 47, poz. 276) (pol.) [dostęp 2011-05-31].
- Internetowy System Aktów Prawnych, Ustawa z dn. 24 lipca 1998 r. o wprowadzeniu zasadniczego trójstopniowego podziału terytorialnego państwa (Dz. U., rok 1998, nr 96, poz. 603) (pol.) [dostęp 2011-05-31].
- Internetowy System Aktów Prawnych, Ustawa z dn. 25 września 1954 r. o reformie podziału administracyjnego wsi i powołaniu gromadzkich rad narodowych (Dz. U., rok 1954, nr 43, poz. 191) (pol.) [dostęp 2011-05-31].
- Internetowy System Aktów Prawnych, Ustawa z dn. 28 maja 1975 r. o dwustopniowym podziale administracyjnym Państwa oraz o zmianie ustawy o radach narodowych (Dz. U., rok 1975, nr 16, poz. 91) (pol.) [dostęp 2011-05-31].
- Internetowy System Aktów Prawnych, Ustawa z dn. 29 listopada 1972 r. o utworzeniu gmin i zmianie ustawy o radach narodowych (Dz. U., rok 1972, nr 49, poz. 312) (pol.) [dostęp 2011-05-31].
- Internetowy System Aktów Prawnych, Zarządzenie Ministrów: Administracji Publicznej i Ziem Odzyskanych z dn. 7 maja 1946 r. o przywróceniu i ustaleniu urzędowych nazw miejscowości (M.P., rok 1946, nr 44, poz. 85) (pol.) [dostęp 2011-05-29].
- Państwowa Komisja Wyborcza, Wybory wójta, burmistrza i prezydenta miasta: wyniki głosowania i wyniki wyborów w I turze (Gmina Gryfice, powiat gryficki, województwo zachodniopomorskie) (pol.) [dostęp 2011-05-31].

### Opracowania
- Błonko T., Sytuacja gospodarcza w powiecie gryfickim w roku 1945 [w]: Białecki T., Ziemia Gryficka 1969, Gryfickie Towarzystwo Kultury w Gryficach, Szczecin 1971.
- Burger W.S., Ludowcy w radach narodowych i administracji Pomorza Zachodniego w latach 1945–1949 [w]: Przegląd Zachodniopomorski, nr 1–2, Szczecin 1983.
- Chmielewski Z., Samorząd Miejski na Pomorzu Zachodnim w latach 1945–1950 [w]: Przegląd Zachodniopomorski, nr 1–2, Szczecin 1983.
- Cieśliński A., Pierwszy powojenny rok szkolny 1945/1946 w Gryficach [w]: Cieśliński A. (pod red.), Zeszyty Gryfickie, nr 1, Gryfice 2001.
- Cieśliński A., Ułańskie zaślubiny [w]: Białecki T. (pod red.), Ziemia Gryficka 1969, Gryfickie Towarzystwo Kultury w Gryficach, Szczecin 1971.
- Dopierała B., Polskie losy Pomorza Zachodniego, Poznań 1970.
- Frankiewicz B., Początki Rad Narodowych na Pomorzu Zachodnim 1945–1947 [w]: Przegląd Zachodniopomorski, nr 4, Szczecin 1969.
- Golczewski K., Rola Armii Radzieckiej i Wojska Polskiego w odbudowie podstaw życia społecznego na Pomorzu Zachodnim [w]: Przegląd Zachodniopomorski, nr 5, Szczecin 1963.
- Góra W., Polska Ludowa 1944–1984. Zarys dziejów politycznych, Lublin 1986.
- Macholak J., Rok 1945 w Gryficach [w]: Kozłowski K. (pod red.), Ziemia Gryficka 1945–1985, Gryfickie Towarzystwo Kultury w Gryficach, Gryfice 1987.
- Muras S., Partie i stronnictwa polityczne w powiecie gryfickim w latach 1945–1948 [w]: Białecki T. (pod red.), Ziemia Gryficka 1969, Gryfickie Towarzystwo Kultury w Gryficach, Szczecin 1971.
- Pilch A., Kształtowanie się władz polskich w powiecie gryfickim w latach 1945–1950 (praca magisterska pod kier. dr W. Skóry), Słupsk 2007.

### Opracowania online
- Macholak J., Wysiedlenia ze strefy nadgranicznej Pomorza Zachodniego w latach 1945–1950 jako przejaw represji politycznej (pol.) [dostęp 2011-05-29].
- Солдат. ru, tytuł=ГРАЙФЕНБЕРГ (ГРЫФИЦЕ) (ros.) [dostęp 2011-05-29].

### Opracowania prasowe
- Jarząb W., O marcowej rocznicy i tradycyjnym kłopocie z kalendarzem, „Gryfickie Echa”, z dn. 4 marca 2010 r., Gryfice 2010.